# Димитър Георгиев Пенчев
Димитър Георгиев Пенчев е български дисидент, политзатворник, а след падането на комунистическия режим – народен представител в Седмото велико народно събрание (1990 – 1991). Член на Българския земеделски народен съюз (БЗНС).

## Биография
Димитър Пенчев е роден на 14 февруари 1937 г. в село Чарда, област Ямбол. Произхожда от земеделско семейство. Учи в Техникума по механотехника (днес Професионална техническа гимназия „Ив. Райнов“) в Ямбол, но заради репресиите, на които е подложено семейството му, не успява да продължи образованието си в университет. Неженен. 
Като ученик в Механотехникума в Ямбол през 1956 г. образува кръжок за изучаване на историята на БЗНС, осъзнавайки, че истинският земеделски народен съюз не е казионният, а този на Никола Петков. През 1958 г. влиза в казармата, където върху него е оказан натиск да стане сътрудник на Държавна сигурност. Макар да подписва декларация за сътрудничество, Димитър Пенчев прави всичко възможно да запази лицата, които му е нареждано да следи. Един от хората, за които е трябвало да донася, е Петко Илиев, друг земеделец, бъдещ народен представител след падането на комунистическия режим в XXXVII и XXXVIII народно събрание. С него стават приятели, след 10 ноември 1989 г. заедно са сред възстановителите на БЗНС-Никола Петков.
След казармата Димитър Пенчев започва работа в София като зидаро-мазач в строителството. През юни 1961 г. е арестуван и жестоко инквизиран. Остава верен на политическите си убеждения и отказва да признае казионния БЗНС с главен секретар Георги Трайков. Осъден е на смърт чрез разстрел. По-късно присъдата му е заменена с по-лека. Лежал е в Сливенския, а по-късно и в Старозагорския затвор, където става свидетел на най-големия затворнически бунт след Деветосептемврийския преврат в България, предизвикан от брутален побой на охраната над политзатворник. Над 40 политически затворници, сред които е и Пенчев, отказват да работят. Протестът прераства в гладна стачка. За наказание Димитър Пенчев е вкаран в карцера, където престоява 40 дни. Освободен е през 1964 г., след обявена амнистия.
Не успява да си намери постоянна работа. Уволнен е като работник на пристанището в Бургас, в резултат на което решава да бяга зад граница. През юли 1967 г. заедно с още двама приятели успява да премине границата с Турция при Елхово, но след 10 дни престой и разпити от турска страна ги връщат в България. От българската страна са посрещат с огън. Единият му приятел е убит на място, другият е ранен. Димитър Пенчев оцелява по чудо оцелява. Осъден е отново, този път на 9 години затвор. В Старозагорския затвор се запознава с други политически затворници като Алфред Фосколо и Петър Бояджиев.
Излиза на свобода в края на 1974 г. и веднага след това ДС образува дело за наблюдаването му, „Диверсант“. Тормозен е и заплашван, включително и да напусне работата си към „Промишлена вентилация“ в Сливен. След отказ да подпише декларация за сътрудничество на ДС, през 1985 г. е изпратен в ,,Белене“, където затворът отново е превърнат в лагер за политически затворници. След освобождаването си е изселен в Бобов дол, където успява да се събере със семейството си. През 1987 г. във Франция приятелите му от затвора Петър Бояджиев и Алфред Фосколо подемат кампания той да бъде пуснат свободно да емигрира. Радио „Свободна Европа“ дава гласност на случая. В Париж е съставен инициативен комитет за спасяването на Пенчев и семейството му, в който влизат проф. Анри Картан, член на френската академия и Андре Бержарон, генерален секретар на профсъюза „Работническа сила“ и др. Изпратено е отворено писмо до Тодор Живков. Френски екип журналисти посещават семейството му в Бобов дол и записва историята му. Въпреки натиска, на който отново е подложен от Държавна сигурност, и заплахите, че ако приеме да емигрира, ще го убият, Димитър Пенчев не се пречупва и в крайна сметка е пуснат да замине. На 30 юли 1987 г. той и семейството му стъпват на френска земя.
Веднага след падането на комунистическия режим, през 1990 г. се завръща в България и става член на възобновения БЗНС „Никола Петков“. Издигнат е за народен представител от Съюза на демократичните сили в 28-МИР Ямбол, откъдето е избран в VII велико народно събрание. Взима участие в гладната стачка на 39-имата депутати срещу приемането на новата Конституция. След това прекратява активната си политическа дейност и напуска България. Живее със семейството си в Марсилия, Франция, но посещава и България.